# Live5pb.
『Live5pb.』（ライブ ファイブ・ピー・ビー）は、5pb.が主催していたライブイベント。当記事では、ライブステージイベント「5pb. Live Stage!」（ファイブ・ピー・ビー ライブ・ステージ）についても記述する。

## 概要
5pb.Records所属アーティストならびにMAGES.関連アーティストが参加するライブイベント。
2006年秋のDreamParty東京内のステージライブイベントを「Live 5pb.!」の名称で開催したのを皮切りに、2010年春まで開催。2008年には独立したライブイベントとしての「Live 5pb.」が横浜BLITZで開催され、以降2014年まで毎年秋と2016年1月に開催された。その後2010年秋からDreamPartyでのステージライブイベントは「5pb. Live Stage!」に改名され2011年春まで行われた。

## 2008年
- タイトル：Live 5pb. 2008 at YOKOHAMA BLITZ
- 開催日：2008年11月22日
- 会場：横浜BLITZ

## 2009年
- タイトル：Live 5pb. 2009 at 五反田ゆうぽうと
- 開催日：2009年11月8日
- 会場：五反田ゆうぽうとホール

## 2010年
- タイトル：Live5pb. 2010
- 開催日：2010年10月16日
- 会場：JCBホール

## 2011年
- タイトル：Live5pb. 2011
- 開催日：2011年10月16日
- 会場：JCBホール

## 2012年
- タイトル：Live5pb. 2012
- 開催日：2012年10月16日
- 会場：TOKYO DOME CITY HALL

## 2013年
- タイトル：Live5pb. 2013
- 開催日：2013年11月23日
- 会場：TOKYO DOME CITY HALL

## 2014年
- タイトル：Live5pb. 2014 #7
- 開催日：2014年11月15日
- 会場：TOKYO DOME CITY HALL

## 2016年
- タイトル：Live5pb. 2016
- 開催日：2016年1月16日
- 会場：STUDIO COAST
- 主催：5pb.
- 制作：カレイドスコープ、DISK GARAGE

出演者
- アイドルカレッジ
- アフィリア・サーガ
- 彩音
- イケてるハーツ
- いとうかなこ
- 今井麻美
- 佐々木恵梨
- Zwei
- nao
- 仲谷明香
- バクステ外神田一丁目
- 原由実
- ファンタズム（FES cv.榊原ゆい）
- 松本梨香
- marina
- MIKOTO
- 吉田仁美
- ゲームトークステージ - MC:柳原哲也 （アメリカザリガニ）
  - この世の果てで恋を唄う少女YU-NOステージ - 林勇、小澤亜李、小林ゆう
  - ミステリートF 〜探偵たちのカーテンコール〜ステージ - 緒方恵美
  - ANONYMOUS;CODEステージ - 志倉千代丸
- バックバンド
  - 牧戸太郎（Keyboard / バンマス）
  - 堀崎翔（Guitar）
  - 雑賀泰行（Drums）
  - 古谷圭介（Bass）
  - 平林昌義（Manipurator）
  - 名取友美（Chorus）
  - 湯浅要（Chorus）

セットリスト
第一部
1. Hacking to the Gate / 今井麻美×いとうかなこ（STEINS;GATE TVアニメ版OP）
2. IF / 彩音（想定科学パチスロ「STEINS;GATE 廻転世界のインダクタンス」オリジナルソング）
3. いつもこの場所で / 彩音（劇場版 STEINS;GATE 負荷領域のデジャヴ ED）
4. 相対性VISION / nao（PS4ソフト「新次元ゲイム ネプテューヌVII」OP）
5. Symmetric Generation / nao（PS Vita「 超次元大戦 ネプテューヌ VS セガ・ハード・ガールズ 夢の合体スペシャル」OP）
6. History / marina（PS Vita「 超次元大戦 ネプテューヌ VS セガ・ハード・ガールズ 夢の合体スペシャル」ED）
7. Trigger / marina（Charlotte 挿入歌）
8. メドレー / イケてるハーツ
  1. Let’s stand up!
  2. Triangle Wave
9. メドレー / アフィリア・サーガ
  1. マジカル☆エクスプレス☆ジャーニー
  2. S・M・L☆（俺の脳内選択肢が、学園ラブコメを全力で邪魔している OP）
  3. Embrace Blade（対魔導学園35試験小隊 OP）
10. 月下の唄は影よりも黒く / MIKOTO（PS Vita「百花百狼 〜戦国忍法帖〜」OP）
11. Accepted Blood / MIKOTO（明治吸血奇譚「月夜叉」テーマ曲）
12. 刻司ル十二ノ盟約 / ファンタズム（STEINS;GATE TVアニメ版ED）
13. 月蝕のヴァニタス / ファンタズム（Xbox One「CHAOS;CHILD」ED）
14. GATE OF STEINER / 佐々木恵梨（PS4/PS3/PS Vita「STEINS;GATE 0」ED）
15. Ring of Fortune / 佐々木恵梨（プラスティック・メモリーズ OP）
16. Recalling / 佐々木恵梨（PS4/PS Vita「この世の果てで恋を唄う少女YU-NO」OP）
17. ぱぴぷぺパンパカパンツ / 松本梨香（パンパカパンツ おNEW! 主題歌）
18. Alive A Life / 松本梨香＋彩音（仮面ライダー龍騎 OP）
19. ライアZwei（PS4/PS3/PS Vita「STEINS;GATE 0」ED）
20. H-A-R-D-E-R / Zwei
  - 第二部
21. プライド / 緒方恵美（Xbox One「ミステリートF 〜探偵たちのカーテンコール〜」挿入歌）
22. BABYLON〜before the daybreak / 今井麻美（映画「コープスパーティー」主題歌）
23. 朝焼けのスターマイン / 今井麻美（プラスティック・メモリーズ EDテーマ）
24. ハピネスチャージプリキュア!WOW! / 仲谷明香（ハピネスチャージプリキュア! OP）
25. プリキュア・メモリ / 吉田仁美＋仲谷明香（ハピネスチャージプリキュア! ED）
26. SUKI!SUKI!SUKI! / ムーコ（cv.吉田仁美）（いとしのムーコ OP）
27. 乙女心の鍵 / バクステ外神田一丁目
28. The輝ける / バクステ外神田一丁目
29. 青春クロニクル / バクステ外神田一丁目
30. ビーマイ☆ゾンビ / アイドルカレッジ（PS vita『激次元タッグ ブラン+ネプテューヌVSゾンビ軍団』OP）
31. イチズレシピ / アイドルカレッジ（俺がお嬢様学校に「庶民サンプル」としてゲッツされた件 OP）
32. トワイライトに消えないで / 原由実
33. 心に咲く花 / 原由実
34. Calling my Twilight / いとうかなこ（対魔導学園35試験小隊 ED）
35. アマデウス / いとうかなこ（PS4/PS3/PS Vita「STEINS;GATE 0」OP）
36. にゃんだふる！榊原ゆい（にゃんこい! OP）
37. めざせポケモンマスター松本梨香 / （ポケットモンスター TVアニメ初代OP）

関連イベント
- Live5pb.アイドル祭り2016
  - 開催日：2016年1月16日（Live5pb. 2016本編前に開催）
  - 会場：STUDIO COAST
  - 主催：5pb.
  - 出演：イケてるハーツ、アイドルカレッジ、バクステ外神田一丁目、アフィリア・サーガ

## ステージイベント

### Live 5pb.!
DreamParty東京 2006秋
DreamParty東京 2007春
DreamParty東京 2007秋
DreamParty東京 2008春
DreamParty東京 2008秋
DreamParty東京 2009春
DreamParty東京 2009秋
DreamParty東京 2010春

### 5pb. Live Stage!
DreamParty東京 2010秋
DreamParty東京 2011春